# JG Summit Holdings
JG Summit Holdings ist ein philippinischer Mischkonzern mit Sitz in Pasig City. Das Unternehmen wurde 1957 gegründet und ist an der Börse notiert. Im Jahr 2010 erzielte die Gruppe einen Umsatz von 2,83 Milliarden US-Dollar. Gründer war John Gokongwei. Geschäftsfelder des Konzerns sind unter anderem Luftverkehr, Bankwesen, Lebensmittelherstellung, Hotels, Petrochemie, Energieerzeugung, Medien, Immobilien und Telekommunikation. Zu den Tochterunternehmen gehören beispielsweise:
- Cebu Pacific: Fluggesellschaft
- Universal Robina Corporation: Lebensmittel- und Getränkeherstellung
- United Industrial Corporation
- Robinsons Land Corporation
- Robinsons Bank
- Robinsons Retail Corporation
- JG Summit Petrochemical Corporation